# Jean-Claude Van Damme
Jean-Claude Van Damme, eg. Jean-Claude Camille François Van Varenberg, född 18 oktober 1960 i Bryssel, är en belgisk-amerikansk kampsportutövare och actionskådespelare.
Van Damme började utöva kampsporter vid 11 års ålder, introducerad av sin far Eugene Van Varenberg. Han började med Shotokan-karate och studerade senare kickboxning, Taekwon-Do och Muay Thai (thaiboxning).
Hans son Kristopher Van Varenberg (född 1987) har spelat sin fars karaktär som ung (eller som dennes son) i flera filmer. Van Damme har ytterligare två barn: Bianca (född 1990) och Nicholas (född 1995).
På grund av sitt ursprung från den belgiska huvudstaden Bryssel (som heter Brussels på engelska) och sin muskulösa kroppsbyggnad kallas han ibland lite skämtsamt "The Muscles from Brussels".
I början av 2000-talet levde han med buddhistiska munkar och gick över till en vegetarisk livsföring.

## Filmografi (som skådespelare)
- 1984 - Breakdance the Movie (okrediterad)
- 1984 - Monaco Forever
- 1986 - No Retreat, No Surrender
- 1988 - Bloodsport
- 1988 - Black Eagle
- 1989 - Cyborg
- 1989 - Kickboxer
- 1990 - Lionheart
- 1990 - Death Warrant
- 1991 - Double Impact
- 1992 - Universal Soldier
- 1993 - Nowhere to Run
- 1993 - Hard Target
- 1994 - Timecop
- 1994 - Street Fighter
- 1995 - Sudden Death
- 1996 - The Quest
- 1996 - Maximum Risk
- 1997 - Double Team
- 1998 - Knock Off
- 1998 - Legionnaire
- 1999 - Universal Soldier - Återkomsten
- 1999 - Inferno
- 2001 - Replicant
- 2001 - The Order
- 2002 - Terror Train
- 2003 - In Hell
- 2004 - Wake of Death
- 2004 - Narco
- 2006 - Second in Command
- 2006 - The Hard Corps
- 2007 - Until Death
- 2008 - JCVD
- 2008 - The Shepherd: Border Patrol
- 2009 - Universal Soldier: Regeneration
- 2010 - The Eagle Path
- 2010 - The Tower
- 2011 - Kung Fu Panda 2 (röst)
- 2012 - Universal Soldier: Day of Reckoning
- 2012 - The Expendables 2
- 2012 - Six Bullets
- 2013 - Welcome to the Jungle
- 2013 - Enemies Closer
- 2013 - Swelter
- 2014 - Full Love
- 2015 - Pound of Flesh
- 2016 - Kickboxer: Vengeance
- 2018 - Lucas
- 2018 - Kickboxer: Retaliation
- 2018 - Black Water
- 2019 - We Die Young
- 2020 - Les anges asian dream
- 2025 – Trädgårdsmästaren